# Camelia Ceasar
Camelia Ceasar (Bacău, 13 dicembre 1997) è una calciatrice romena, portiere del Parma e della nazionale romena.

## Biografia
Nasce il 13 dicembre 1997 a Bacău, capoluogo dell'omonimo distretto della Romania, nella regione storica della Moldavia. Con la famiglia, si trasferisce in Italia all'età di cinque anni. Ha frequentato il liceo delle scienze umane "Regina Margherita" a Torino; dopo due anni, si è trasferita a Brescia.

## Carriera

### Club

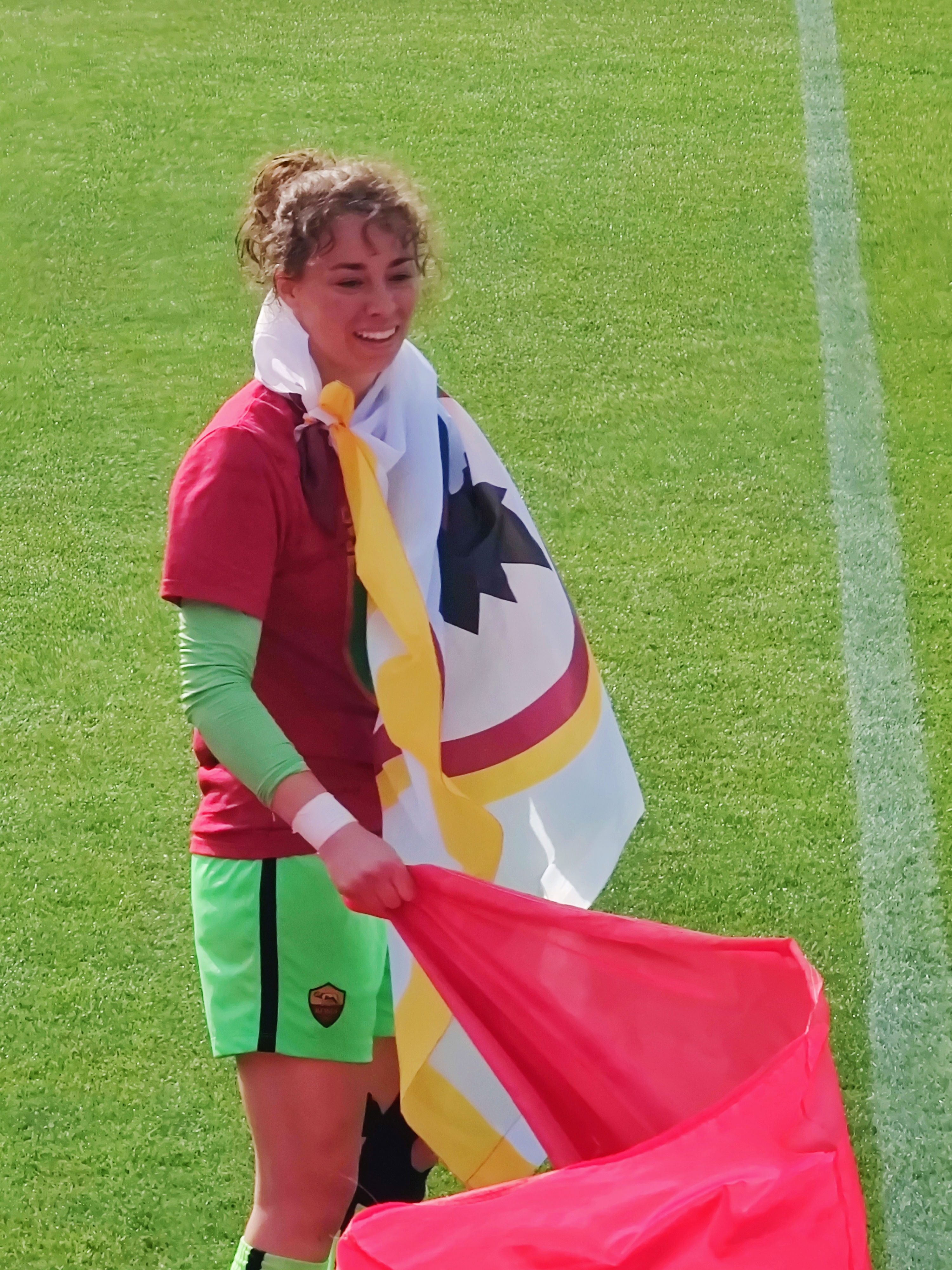
Ceasar festeggia la vittoria dello scudetto 2022-2023 con la Roma

#### Torino
A Torino si interessa al calcio sin da giovanissima, giocando inizialmente da centrocampista nel Rebaudengo con la maglia numero nove. Poi, quasi casualmente, prende posto tra i pali per la prima volta solo per essersi offerta di sostituire il portiere allora infortunatosi. E' da quel momento che l’allenatore Gianluca Costantini, notando questa sua particolare attitudine, le assegna stabilmente il ruolo di estremo difensore. E così, in breve tempo, Ceasar riesce a mettersi in luce nell'ambiente del calcio femminile italiano, rivelandosi uno dei migliori talenti.
Nel 2008, infatti, viene contattata dalla A.C.F. Torino, che le propone di entrare a far parte del settore giovanile. All'inizio della stagione 2012-2013 è inserita nella rosa della prima squadra, passando direttamente dalla categoria Giovanissimi alla Serie A . Fa il suo esordio nella massima categoria nazionale a soli 14 anni, 10 mesi e 2 giorni contro il Graphistudio Tavagnacco, alla 4ª giornata di campionato e, gradualmente, conquista il posto da titolare. Totalizza, a fine anno, 20 presenze, di cui 17 dal 1° minuto e 3 da subentrante. Tuttavia, la stagione è estremamente difficile: il Torino Women termina al 16º e ultimo posto e retrocede in Serie B.

#### Brescia

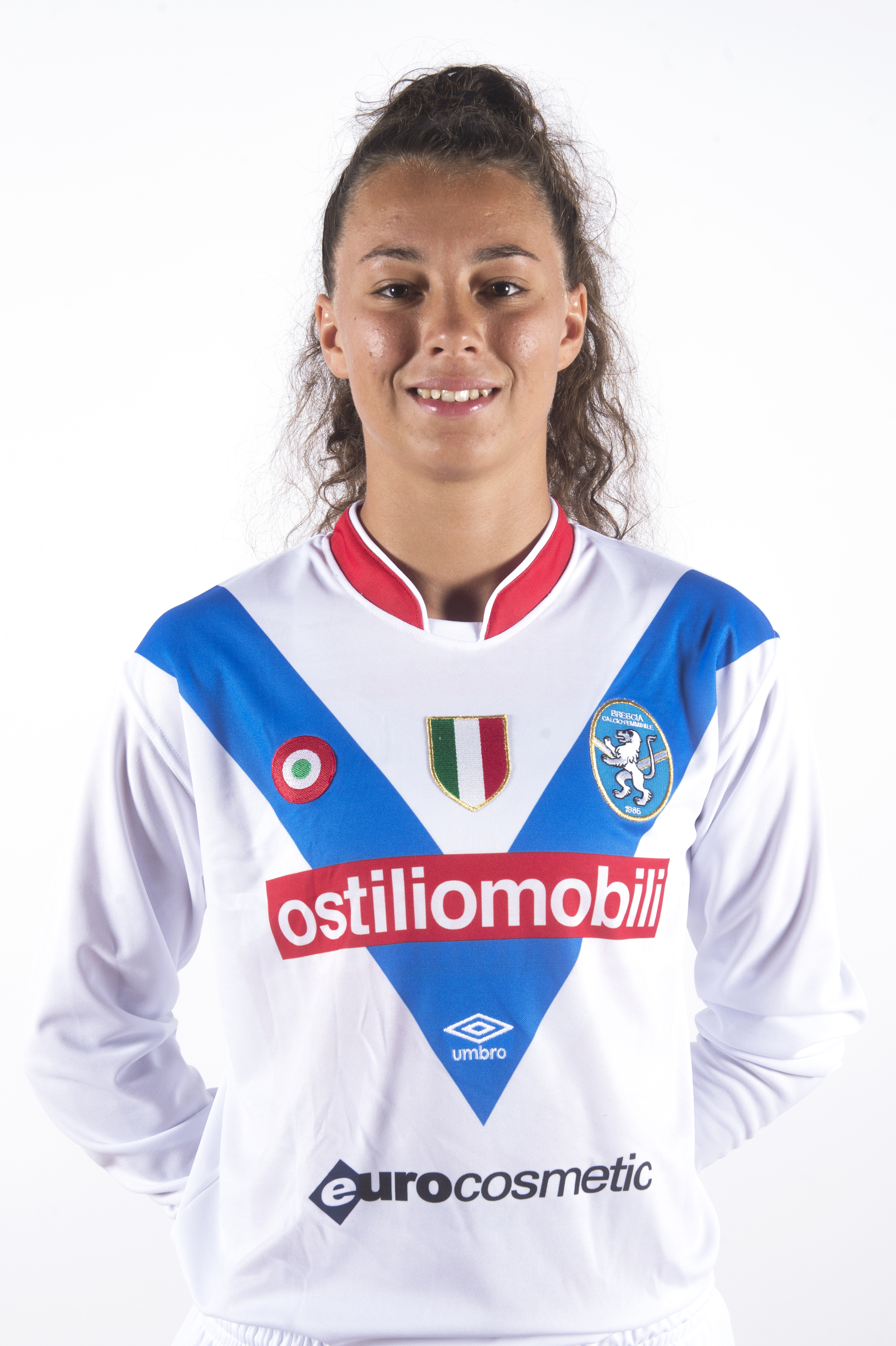
Ceasar al Brescia nel 2016

Nell'estate del 2013 coglie l'opportunità di trasferirsi al Brescia, cosa che le consente di continuare a giocare in Serie A. Pur non partendo titolare, vince comunque, al termine del campionato 2013-2014, il primo scudetto della carriera, collezionando 14 presenze con sole 6 reti subite. Resta nella società altre quattro stagioni, durante le quali non solo fa il suo esordio in UEFA Women's Nations League, il 14 gennaio 2015 contro il Liverpool a 17 anni, 10 mesi e 4 giorni, ma aggiunge in bacheca anche un altro Scudetto, due Coppe Italia e quattro Supercoppe italiane. Matura dunque in un gruppo che domina in quegli anni le competizioni di club, le cui giocatrici - Girelli, Bonansea, Cernoia, Gama e Rosucci in particolare - formano anche la colonna portante della nazionale italiana.
La stagione 2017-2018 è l'ultima che trascorre con i colori biancoblù. Dopo l'addio di parte del succitato gruppo storico bresciano, migrato alla neonata Juventus, nonché del tecnico Bertolini, che assume la guida delle Azzurre, Ceasar ottiene la fiducia del nuovo allenatore Gianpiero Piovani, pur continuando ad avvicendarsi tra i pali con Chiara Marchitelli. Gioca l'ultima partita per le Leonesse in occasione dello spareggio-scudetto proprio contro il club bianconero, entrando in campo nei tempi supplementari con il punteggio fermo sullo 0-0, che tale si mantiene per tutti i 120 minuti. Ai tiri di rigore finali, nonostante la parata sul tentativo dell'ex compagna di squadra Bonansea, il Brescia perde per 5 a 4 ed il Campionato è vinto dalla Juventus.

#### Milan
Nell'estate 2018 viene ingaggiata dal Milan, club che forma la prima squadra femminile proprio in quell'anno, dopo aver acquisito il titolo sportivo del Brescia. In stagione, sotto la guida tecnica di Carolina Morace, è vice della nazionale slovacca Mária Korenčiová e riesce a collezionare solo 4 presenze in campionato, terminato comunque al terzo posto, e 2 in Coppa Italia, competizione dalla quale le rossonere vengono eliminate in semifinale dalla Juventus.
Si trasferisce dopo una sola stagione.

#### Roma

##### 2019-2022

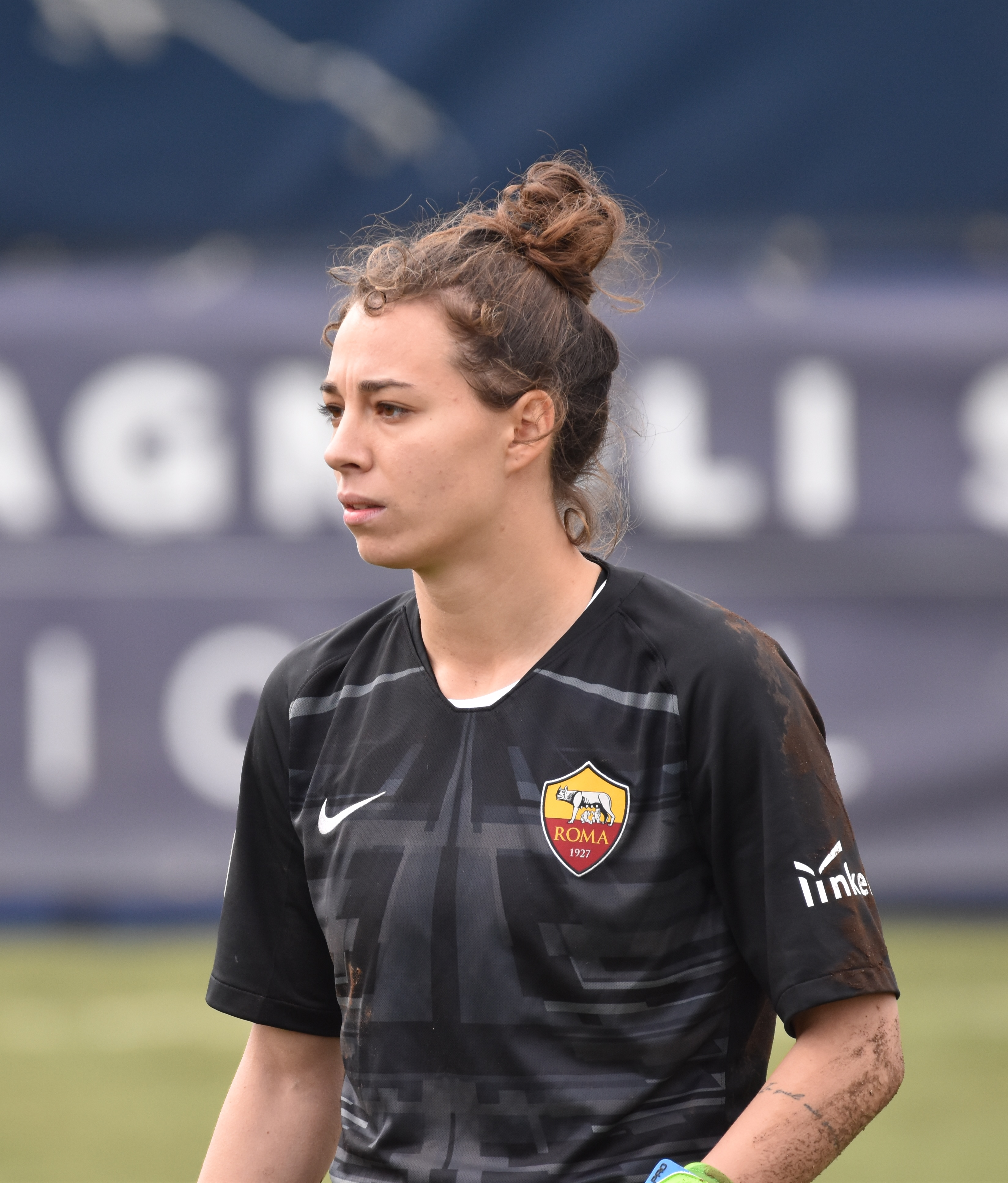
Ceasar alla Roma nel 2020

Nel luglio 2019, passa dal Milan alla Roma insieme a Manuela Giugliano. Con la nuova maglia, fa il suo esordio il 22 settembre 2019 nella seconda giornata di campionato contro la Fiorentina, sul terreno dello Stadio G. Bozzi. Parando un rigore al 31’ del primo tempo a Tatiana Bonetti, con il risultato ancora fermo sullo 0 a 0, contribuisce ad indirizzare la gara verso la vittoria finale della Roma per 2 reti a 0. Peraltro, sempre contro le gigliate, si ripete nella gara di ritorno, neutralizzando il penalty calciato stavolta da Valery Vigilucci.
La stagione 2019-2020, tuttavia, si conclude anticipatamente a causa delle misure restrittive decise progressivamente dal Governo Italiano con il diffondersi dell’epidemia di Covid-19. Sulla base della classifica al momento della sospensione, debitamente corretta alla luce di criteri individuati dalla F.I.G.C., il titolo di Campione d’Italia, con sei giornate ancora da disputarsi, viene assegnato alla Juventus, con la Roma che chiude al 4º posto. La Coppa Italia invece, fermata dopo i quarti di finale, non viene assegnata. Ceasar riesce comunque a sommare un totale di 14 presenze, mantenendo la rete inviolata 7 volte.
Il 2020-2021 riparte con gli stadi ancora inibiti al pubblico e vede il portiere della Roma protagonista sia in Campionato, nel quale è titolare per 13 volte con sei cleen sheet, che, soprattutto, in Coppa Italia. Nella manifestazione, fatta eccezione per il primo turno contro la Roma CF e per la gara di ritorno dei quarti di finale contro Florentia San Gimignano (andata finita sul punteggio di 0 – 4 per le giallorosse), viene schierata regolarmente nella formazione iniziale. L’atto conclusivo del trofeo, il 30 maggio 2021 al Mapei Stadium di Reggio Emilia, è la prima partita, dopo più di un anno, in cui è consentito l’accesso agli spettatori ed è anche la prima finale che la Roma femminile, dall’atto della sua fondazione, riesce a raggiungere. Il match, con rare occasioni per ambo le squadre, rimane bloccato sul punteggio di 0 a 0 e, al termine dei tempi supplementari, è deciso ai calci di rigore. Ceasar, respingendo i tentativi di Veronica Boquete e Christy Grimshaw, è determinante nell’assicurare il titolo alla propria squadra e, a livello individuale, la prestazione le vale il riconoscimento di Migliore giocatrice in campo.
Grazie anche agli importanti innesti in rosa, il 2021-2022 è, nelle aspettative della Roma, un anno di svolta. Ceasar, pur chiamata a contendersi il posto da titolare con Emma Lind, arrivata in estate a sostituire Rachele Baldi, viene impiegata in 22 partite, rimanendo imbattuta 7 volte. Numeri che le consentono di raggiungere, in partite ufficiali, il traguardo delle 50 presenze con la Roma (Juventus – Roma del 5 marzo 2022) e le 150 con squadre di club (Milan – Roma del 5 gennaio 2022). Ed è effettivamente un anno di svolta, poiché le giallorosse, sotto la nuova guida tecnica di Alessandro Spugna, terminano il campionato al secondo posto, guadagnando così l'accesso alla UEFA Women's Champions League per l’anno successivo.

##### 2022-2025

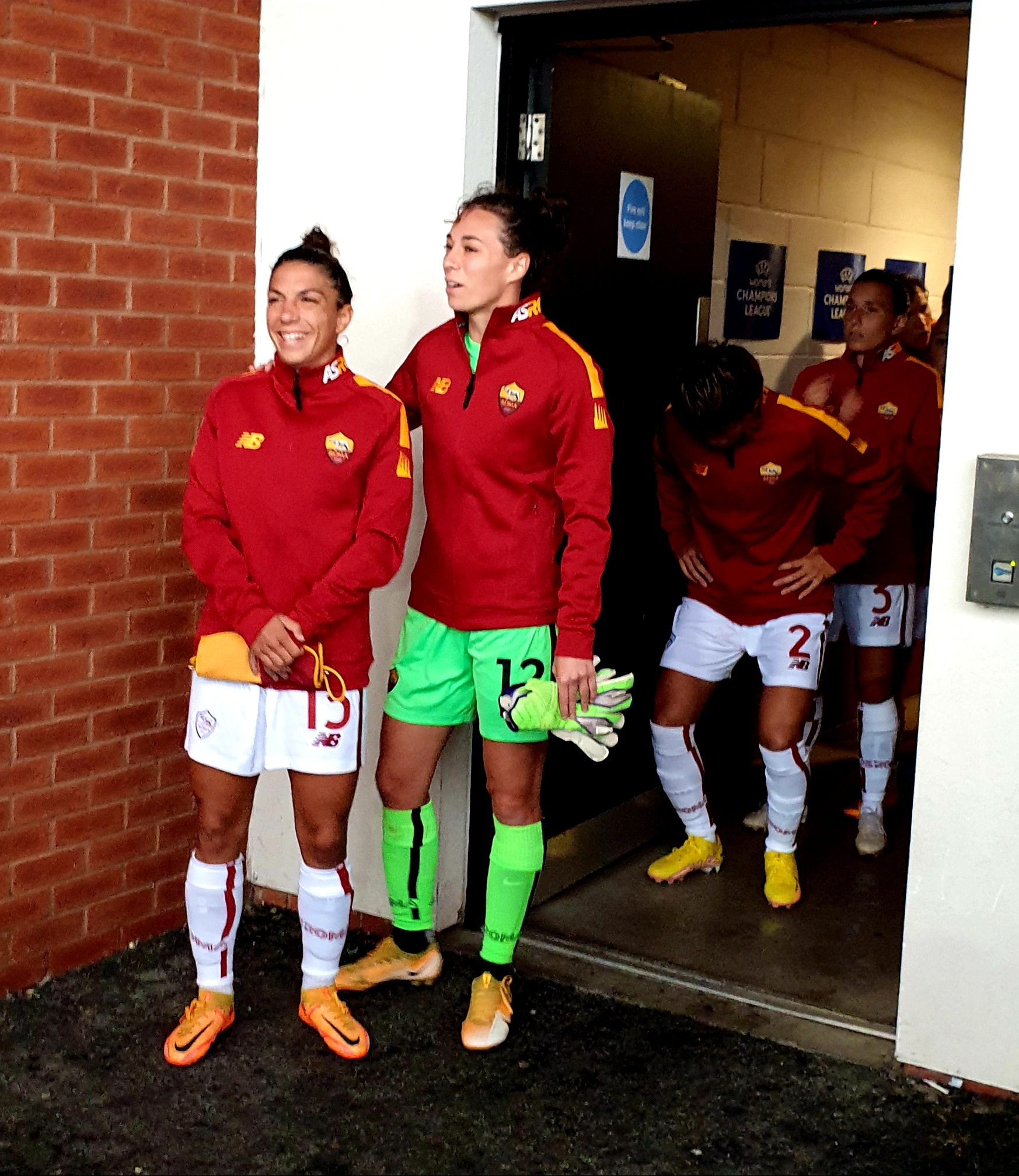
Da sinistra: Elisa Bartoli e Ceasar al Petershill Park di Glasgow, per l'esordio della Roma in UEFA Women's Champions League.

Il 2022-2023 si apre proprio con il primo turno di qualificazione ai preliminari della massima competizione europea. La Roma, inserita nel Gruppo 1 del “Percorso piazzate”, il 18 agosto 2022 affronta in semifinale, al Petershill Park, il Glasgow City, squadra ospitante il mini torneo ad eliminazione diretta. Superato  questo primo ostacolo per 3 a 1, la squadra del CT Spugna trova in finale il Paris FC, vincente a sua volta sul Servette Chenois. Come pochi mesi prima, la partita termina ancora ai calci di rigore: la respinta di Ceasar sul tentativo dagli undici metri di Clara Matèo e, di contro, la serie perfetta delle compagne consentono alle giallorosse di accedere al turno successivo, ove incrociano lo Sparta Praga. Grazie alla duplice affermazione sulle ceche nelle gare di andata e ritorno, la Roma, alla sua prima partecipazione in UWCL, si assicura un posto tra le 16 migliori squadre d’Europa.
Inserita nel Gruppo B con Wolfsburg, St. Polten e Slavia Praga, schiera Ceasar titolare per 5 partite e, con 13 punti totali, raggiunge il traguardo dei quarti di finale. Il sorteggio, però, pone sulla strada delle Capitoline il più quotato Barcellona, da affrontare in doppia sfida. In occasione del match di andata, lo Stadio Olimpico di Roma apre le sue porte per la prima volta alle padrone di casa, sino ad allora ospiti dello Stadio D. Francioni di Latina. Dinanzi a 39.454 spettatori, record di paganti per il calcio femminile in Italia, Ceasar, con i suoi ripetuti interventi, impedisce che il passivo sia ben più severo dello 0 a 1 finale. Il ritorno al Camp Nou, invece, è senza storia ed il punteggio di 5 a 1 determina l’eliminazione dalla UWCL.
In campionato, invece, colleziona 18 presenze da titolare, garantendo un rendimento costante e fornendo un sicuro contributo alla conquista del primo scudetto della Roma.  Nella stessa stagione, la squadra della Capitale, quale finalista della Coppa Italia 2021-2022, è chiamata ad affrontare, il 5 novembre allo Stadio Tardini di Parma, la Juventus campione d’Italia per l'assegnazione della 26ª edizione della Supercoppa Italiana, tornata dopo due anni al format usuale in gara unica. Con il match in equilibrio sul risultato di 1 a 1 al termine dei 120 minuti, il trofeo se lo aggiudicano le giallorosse ai tiri di rigore, grazie ancora alle parate di Ceasar su Cristiana Girelli e Sofia Cantore. Anche in questo caso viene premiata come miglior giocatrice della finale e, a fine stagione, è eletta miglior portiere della Serie A dalla Associazione Italiana Preparatori Portieri di Calcio, ottenendo persino il riconoscimento per la migliore parata dell’anno (in Roma vs Pomigliano del 26.11.2022). 
Il 2023-2024 riparte con la Roma come favorita per la vittoria dello scudetto. In effetti, il cammino è pressoché travolgente, tanto che riesce a conquistare il secondo titolo consecutivo con quattro giornate di anticipo.  Ceasar, titolare in 21 partite di cui 8 a reti inviolate, supera il proprio record di imbattibilità, portandolo da 477 minuti, conseguito nella stagione 2020-2021, a 510. Taglia anche il traguardo delle 200 partite con squadre di club in ogni competizione, in occasione di Roma Milan del 10 dicembre 2023, e, il 13 gennaio 2024, alla dodicesima giornata di campionato, delle 100 presenze con la maglia della Roma. In UEFA Women's Nations League, le capitoline mancano il passaggio del turno ai quarti di finale solo all’ultima giornata, sconfitte per 2 a 1 dall’Ajax alla Johan Cruijff Arena. Nella competizione, Ceasar colleziona 7 presenze sulle 8 partite complessivamente disputate, incluso il turno preliminare contro il Vorskla Poltava. 
Dopo aver vinto il secondo Campionato consecutivo, il quarto per lei, il 24 maggio 2024 gioca da titolare la Finale di Coppa Italia contro la Fiorentina. 
All’Orogel Stadio - Dino Manuzzi di Cesena, sul punteggio di 3 a 3 alla fine dei tempi supplementari, conferma per l’ennesima volta di meritare la fama di specialista sui calci di rigore. La respinta su Emma Severini, al quinto tiro della serie, offre la palla del match alla compagna di squadra Sanne Troelsgaard, che non sbaglia. 
Così, dopo le due edizioni del 2014-2015 e 2015-2016 con il Brescia, nelle quali tuttavia mai era scesa in campo nella Finale, Ceasar vince la quarta Coppa Italia della carriera, la seconda, da protagonista, con la maglia della Roma. 
A livello individuale, la stagione calcistica 2023-2024 le riserva nuovamente il riconoscimento per la migliore parata del Campionato(in Juventus Roma del 13.05.2024) ed il premio, da parte della Associazione Italiana Calciatori, come miglior portiere della Serie A. 

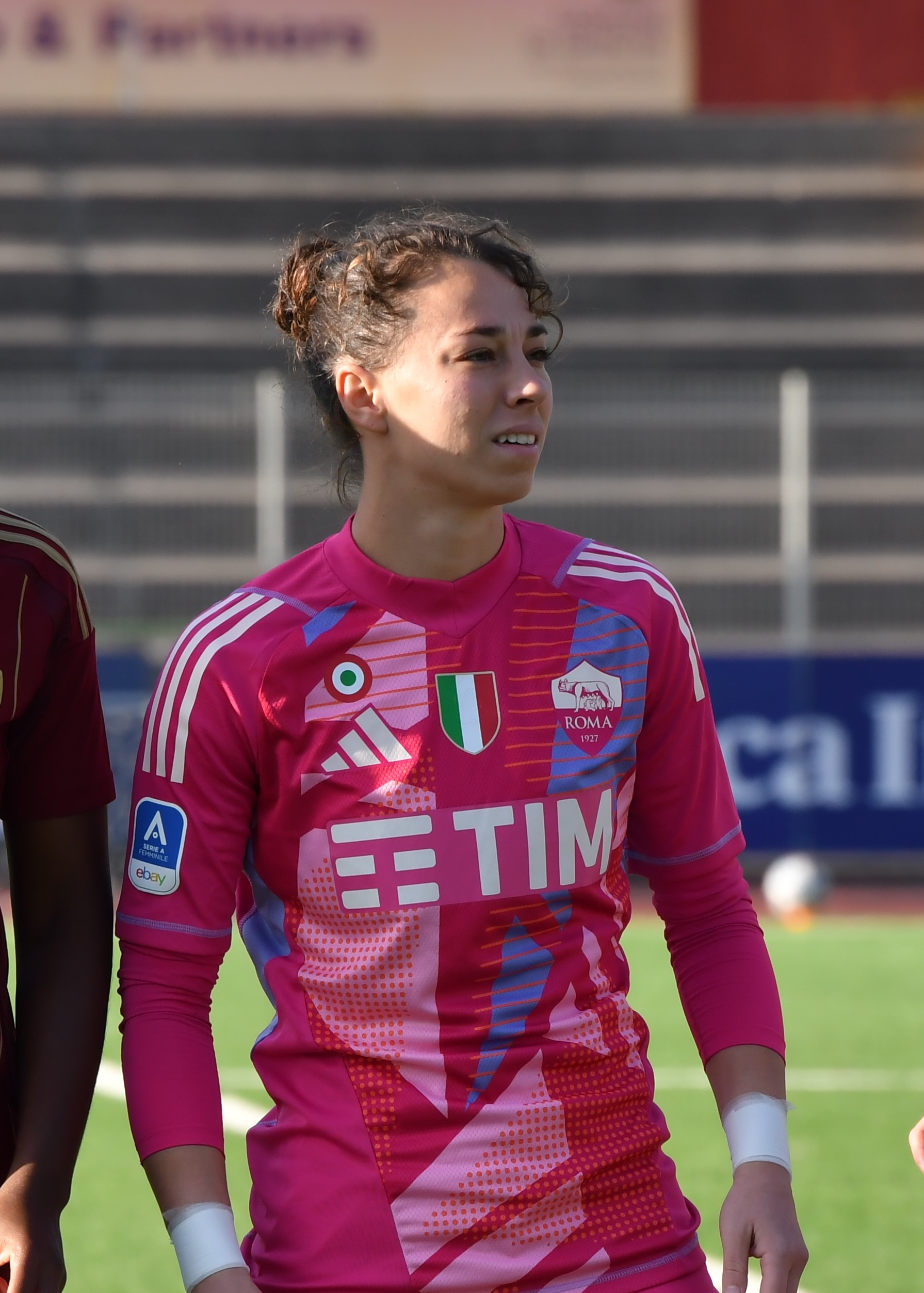
Camelia Ceasar in Sampdoria Roma, novembre 2024

Nel 2024-2025 totalizza in Campionato 19 presenze, di cui 18 da titolare ed una da subentrante, e raggiunge il traguardo delle 100 partite in Serie A con la maglia della Roma (in Roma Milan del 4 maggio 2025). La squadra giallorossa chiude la stagione al terzo posto, l’ultimo disponibile per la qualificazione in Champions League. 
Nella competizione europea è schierata sempre dal primo minuto, fatta eccezione per l’ultima partita del Girone A contro il Galatasaray, per 7 apparizioni complessive, incluso il turno preliminare contro il Servette FC.
Vince la sua sesta Supercoppa Italiana, anche se un infortunio muscolare, rimediato pochi giorni prima della Finale contro la Fiorentina, non le consente, il 5 gennaio 2025, di scendere in campo allo Stadio Alberto Picco di La Spezia.
In Coppa Italia, invece, alternandosi tra i pali con Isabella Kresche, è nella formazione iniziale delle gare di ritorno dei quarti di finale contro il Napoli e della semifinale contro il Sassuolo, in cui per la prima volta indossa la fascia di capitano della As Roma, oltre che nella Finale contro la Juventus, disputata il 17 maggio allo stadio G. Sinigaglia di Como, terminata con il risultato di 4 a 0 per le bianconere.
Con il club giallorosso, complessivamente, vince due Coppa Italia (nel 2021 e nel 2024) due Supercoppa italiana (nel 2022 e nel 2025) e due Scudetti, nelle stagioni 2022-2023 e 2023-2024.

#### Parma
Il 12 luglio 2025 viene ufficializzato il trasferimento di Ceasar dalla Roma al Parma.

### Nazionale

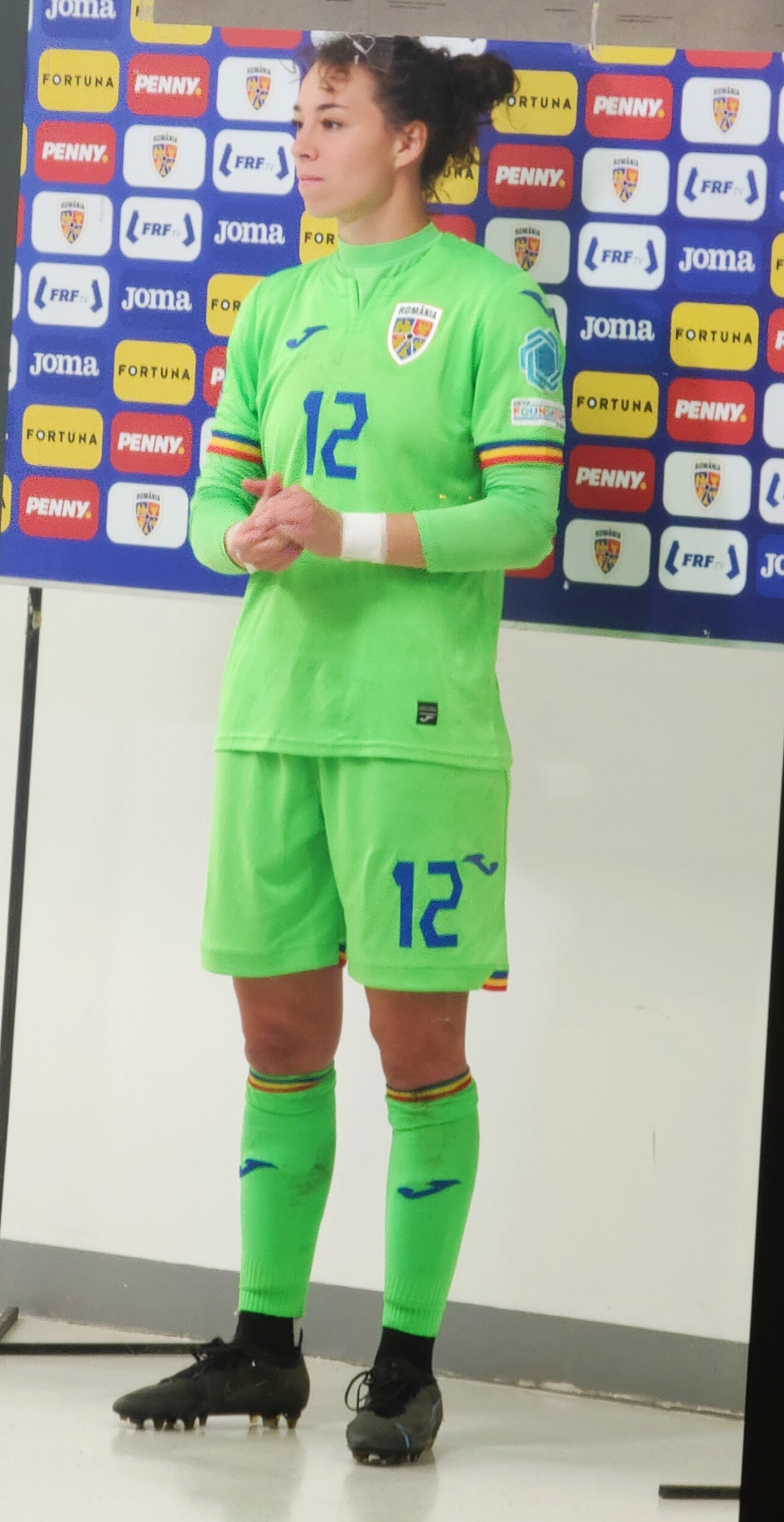
Ceasar in Nazionale per la UEFA Women's Nations League 2023-2024

Nell'aprile 2012 Corrado Corradini, coordinatore delle nazionali giovanili femminili per l'Italia, la convoca per il raduno della squadra Under-17 ma, per complicazioni burocratiche legate alla sua naturalizzazione, non le è consentito di entrare a far parte delle Azzurrine.
Nel 2015 viene quindi selezionata dalla Federcalcio romena (FRF) nella categoria Under-19, impegnata, sotto la direzione tecnica di Florin Bugar, nel gruppo 3 della fase élite di qualificazione al campionato europeo di Israele 2015. Ceasar esordisce il 4 aprile 2015 nella partita persa per 2-0 contro la Russia e, successivamente, scende in campo anche negli altri due match del girone eliminatorio. Tuttavia, perdendo sia con la Francia (2-0) sia con l'Islanda (3-0), la Romania U19 si classifica all'ultimo posto. Rimasta in quota per la fase di qualificazione all'edizione 2016 del torneo continentale, nella seconda parte del 2016 è di nuovo convocata nell'U19. Gioca titolare tutti gli incontri del girone ma la sua nazionale, con una vittoria e due sconfitte, non riesce ad accedere al turno successivo.
Per entrare nel giro della nazionale maggiore deve attendere oltre quattro anni, fino a che, nel Novembre 2019, viene chiamata dal commissario tecnico Mirel Albon ad affiancare l'esperta Mirela Ganea nelle prime partite del gruppo H di qualificazione all'Europeo di Inghilterra 2022. Fa il suo esordio con la Romania il 12 novembre 2019 nella 5ª Giornata del girone di andata contro la Svizzera, match perso per 6-0. 
Dal 2021, sotto la guida tecnica di Cristian Dulca, torna ad essere stabilmente convocata in Nazionale per le qualificazioni ai Campionati Mondiali in Nuova Zelanda del 2023, senza tuttavia essere mai utilizzata. Colleziona invece, fino a tutto il 2022, cinque presenze in gare amichevoli contro Slovacchia, Austria, Irlanda del Nord, Polonia e Repubblica Ceca.
Nel 2023 è sempre titolare sia nel torneo internazionale Women’s Cyprus Cup contro Ungheria, Croazia e Finlandia che nella neonata competizione UEFA Women's Nations League, oltre che nelle gare amichevoli contro Slovenia, Marocco e Bulgaria, per un totale di 11 presenze.
Nel 2024, con Massimo Pedrazzini come nuovo CT della Nazionale, è regolarmente convocata per le gare di qualificazione ai Campionati Europei del 2025 in Svizzera, ma scende in campo solo nell’ultima partita del Gruppo 4 – Lega C contro l’Armenia.
Mancato l'accesso alla competizione continentale dopo la sconfitta ai playoff contro la Polonia, la Romania è inserita nel Gruppo B1 – Lega B della Uefa Women's Nations League 2024-2025, ove nel girone ritrova la formazione biancorossa capitanata da Ewa Pajor, l’Irlanda del Nord e la Bosnia ed Erzegovina. Ceasar, pur convocata per i primi quattro incontri del torneo, gioca titolare solamente la partita di esordio.
In totale, tra gare ufficiali, tornei ed amichevoli internazionali, conta 19 presenze e 40 convocazioni con la Nazionale maggiore della Romania.

## Statistiche

### Presenze e reti nei club
Statistiche aggiornate al 18 maggio 2025.
| Stagione        | Squadra         | Campionato      | Campionato | Campionato | Coppe nazionali | Coppe nazionali | Coppe nazionali | Coppe continentali | Coppe continentali | Coppe continentali | Altre coppe | Altre coppe | Altre coppe | Totale | Totale |
| Stagione        | Squadra         | Comp            | Pres       | Reti       | Comp            | Pres            | Reti            | Comp               | Pres               | Reti               | Comp        | Pres        | Reti        | Pres   | Reti   |
| --------------- | --------------- | --------------- | ---------- | ---------- | --------------- | --------------- | --------------- | ------------------ | ------------------ | ------------------ | ----------- | ----------- | ----------- | ------ | ------ |
| 2012-2013       | Torino          | A               | 20         | - 49       | -               | -               | -               | -                  | -                  | -                  | -           | -           | -           | 20     | - 49   |
| 2013-2014       | Brescia         | A               | 14         | -6         | CI              | 0               | 0               | -                  | -                  | -                  | -           | -           | -           | 14     | -6     |
| 2014-2015       | Brescia         | A               | 4          | -2         | CI              | 1               | 0               | UWCL               | 0                  | 0                  | SI          | 0           | 0           | 5      | -2     |
| 2015-2016       | Brescia         | A               | 18         | - 20       | CI              | 2               | -1              | UWCL               | 5                  | -7                 | SI          | 0           | 0           | 24     | - 28   |
| 2016-2017       | Brescia         | A               | 11         | -9         | CI              | 1               | 0               | UWCL               | 0                  | 0                  | SI          | 0           | 0           | 12     | -9     |
| 2017-2018       | Brescia         | A               | 16+1       | -20        | CI              | 3               | -3              | UWCL               | 2                  | -6                 | SI          | 0           | 0           | 22     | -29    |
| Totale Brescia  | Totale Brescia  | Totale Brescia  | 64         | - 57       |                 | 7               | -4              |                    | 7                  | -13                |             | 0           | 0           | 78     | - 74   |
| 2018-2019       | Milan           | A               | 4          | -5         | CI              | 2               | -3              | -                  | -                  | -                  | -           | -           | -           | 6      | -8     |
| 2019-2020       | Roma            | A               | 13         | - 14       | CI              | 1               | 0               | -                  | -                  | -                  | -           | -           | -           | 14     | - 14   |
| 2020-2021       | Roma            | A               | 13         | -13        | CI              | 5               | -4              | -                  | -                  | -                  | SI          | 1           | -1          | 19     | -18    |
| 2021-2022       | Roma            | A               | 19         | -17        | CI              | 2               | -1              | -                  | -                  | -                  | SI          | 1           | -2          | 22     | -20    |
| 2022-2023       | Roma            | A               | 18         | -18        | CI              | 2               | -2              | UWCL               | 11                 | -16                | SI          | 1           | -1          | 32     | -37    |
| 2023-2024       | Roma            | A               | 19         | -21        | CI              | 2               | -3              | UWCL               | 7                  | -11                | SI          | 1           | -2          | 29     | -37    |
| 2024-2025       | Roma            | A               | 19         | -25        | CI              | 3               | -6              | UWCL               | 7                  | -17                | SI          | -           | -           | 29     | -48    |
| Totale Roma     | Totale Roma     | Totale Roma     | 101        | -108       |                 | 15              | -16             |                    | 25                 | -44                |             | 4           | -6          | 145    | -174   |
| 2025-2026       | Parma           | A               | 0          | 0          | CI              | 0               | 0               | -                  | -                  | -                  | AWC         | 0           | 0           | 0      | 0      |
| Totale carriera | Totale carriera | Totale carriera | 189        | -219       |                 | 24              | -23             |                    | 32                 | -57                |             | 4           | -6          | 249    | -305   |

## Palmarès

### Club
- Campionato italiano: 4

Brescia: 2013-2014, 2015-2016
Roma: 2022-2023, 2023-2024
- Supercoppa italiana: 6

Brescia: 2014, 2015, 2016, 2017
Roma: 2022, 2024
- Coppa Italia: 4

Brescia: 2014-2015, 2015-2016
Roma: 2020-2021, 2023-2024

### Individuale
- Miglior calciatrice Finale di Coppa Italia 2020/2021
- Miglior calciatrice della Supercoppa italiana 2022
- Premio Apport (Associazione Italiana Preparatori Portieri di Calcio) come miglior portiere della Stagione 2022/2023[48]
- Premio Associazione Italiana Calciatori come miglior portiere della Stagione calcistica 2023/2024[33]